# پرسی جکسون: دریای هیولاها (فیلم)
پرسی جکسون و المپ‌نشینان: دریای هیولاها (به انگلیسی: Percy Jackson: Sea of Monsters) نام یک فیلم فانتزی ماجراجویی آمریکایی محصول سال ۲۰۱۳، به کارگردانی تور فرویدنتال و نویسندگی مارک گوگنهایم است. فیلم اقتباسی از رمانی به همین نام نوشته ریک ریوردن است. این فیلم دنباله‌ای بر پرسی جکسون و المپ‌نشینان: دزد صاعقه (۲۰۱۰) به شمار می‌رود. از بازیگران این فیلم می‌توان به لوگن لرمان در نقش پرسی جکسون، الکساندرا داداریو در نقش آنابث چیس، براندن تی. جکسون در نقش گراور ساتیر و آنتونی هد در نقش کیرون اشاره کرد.